# 콜비 테일러
콜비 테일러(Colby Taylor, 1973년 4월 24일 ~ )는 미국의 포르노 배우이다.